# Borgaro Torinese
Borgaro Torinese – miejscowość i gmina we Włoszech, w regionie Piemont, w prowincji Turyn.
Według danych na rok 2004 gminę zamieszkiwały 12 754 osoby, 911 os./km².